# Trzech Braci
Trzech Braci na wschodzie Warszawy (fr. Trois Frères, niem. drei Brüder) – polska loża wolnomularska, powołana w 1744 przez Andrzeja Mokronowskiego i Stanisława Lubomirskiego. Na jej czele stanął Franciszek Longchamps de Bérier.
Wznowiona w sierpniu w 1766, zamknięta w roku następnym, otwarta w 1769, przez lożę Cnotliwy Sarmata dla prac w języku niemieckim. Hrabia Alojzy Fryderyk Brühl zaprowadził w niej ryt ścisłej obserwy.